# Ferdinand Sommer (Mediziner)
Ferdinand Bernhard Wilhelm Sommer (* 25. Mai 1829 in Bergen auf Rügen; † 5. Juni 1902 in Greifswald) war ein deutscher Professor für Anatomie und Zoologie.

## Leben
Ferdinand Sommer war der Sohn des rügenschen Kreisrichters Carl Sommer.
Nach dem Besuch des Gymnasiums in Hamburg studierte Sommer von 1850 bis 1855 in Göttingen und Greifswald Medizin und wurde 1855 zum Dr. der Medizin, Chirurgie und Geburtshilfe promoviert.
Ab 1857 arbeitete Sommer am Anatomischen Institut der Greifswalder Universität. Nach der Habilitation 1872 erfolgte 1880 seine Berufung zum außerordentlichen und vier Jahre später zum ordentlichen Professor und zum Direktor des Anatomischen Instituts.
1893 wurde Sommer Geheimer Medizinal-Rat; 1895 erhielt er den Kronenorden III. Klasse.
Sein Grab befindet sich auf dem Alten Friedhof in Greifswald.

## Werke
- Beiträge zu Albert Eulenburgs Real-Encyclopädie der gesammten Heilkunde. Erste Auflage.
  - Band 1 (1880) (Digitalisat), S. 246–247: Amoeba coli; S. 536–541: Ascaris; S. 733–735: Balantidium
  - Band 2 (1880) (Digitalisat), S. 406–411: Bothriocephalus
  - Band 3 (1880) (Digitalisat), S. 127–128: Cercomonas; S. 589–594: Cysticercus
  - Band 4 (1880) (Digitalisat), S. 195–202: Distoma; S. 208–211: Dochmius; S. 261–265: Echinococcus
  - Band 10 (1882) (Digitalisat), S. 273–278: Oxyuris; S. 423–428: Pentastonum taenioides
  - Band 11 (1882) (Digitalisat), S. 130–132: Psorospermien
  - Band 13 (1883) (Digitalisat), S. 413–420: Taenia; S. 651–654: Trichocephalus